# Pachygaster atra
Pachygaster atra – gatunek muchówki z rodziny lwinkowatych i podrodziny Pachygastrinae.
Gatunek ten opisany został w 1798 roku przez Georga W.F. Panzera jako Nemotelus atra.
Muchówka o ciele długości około 3,5 mm i błyszcząco czarnym ubarwieniu. Czułki samca są całkowicie czarne, natomiast samicy jasnożółte, pozbawione przyciemnień na biczyku. Twarz porastają brunatne włoski. Owłosienie śródplecza u samca tworzą włoski czarne i szare, zaś u samicy białe. Skrzydła mają silnie przyciemnione części nasadowe. Przezmianki mają kasztanowe główki i brunatne nóżki. Odnóża do przedwierzchołkowych części ud są czarne, a dalej żółte. Okrągły odwłok cechuje silne punktowanie powierzchni.
Larwy rozwijają się pod korą wiązów i wierzb. Od innych przedstawicieli rodzaju wyróżniają się buławkowato rozszerzonymi szczecinkami na wierzchu ciała.
Owad palearktyczny, znany z prawie całej Europy. Imagines są aktywne od czerwca do lipca.